# Останнє різдво 90-x
„Останнє різдво 90-x“ (Последната Коледа на 90-те години) е албум с коледни песни на украинската певица Руслана. Издаден е на 5 декември 1999 г.

## Списък на песните
1. „Чудо із чудес…“ / „Алілуя!“
2. „In Excelsis Deo“
3. „Коляда“
4. „Добрий вечір тобі…“
5. „Радуйся, світ!“
6. „Тиха ніч“
7. „Різдвяна тема“ (на живо)
8. Інтродукція до фільму „Різдво з Русланою“ „Тиха ніч“ (на живо)
9. „Чудо із чудес…“ / „Алілуя!“ (на живо)
10. „Радуйся, світ!“ (инструментал)
11. „Добрий вечір тобі…“ (инструментал)